# Mainstream Rock Airplay
Mainstream Rock Airplay (раніше — Hot Mainstream Rock Tracks або Mainstream Rock Tracks)  — музичний чарт американського журналу «Billboard», який чартує пісні у стилі рок. До чарту потрапляють лише ті пісні, які транслюються по радіо.

## Історія
Перший чарт опублікувався 21 березня 1981 в журналі «Billboard». Спочатку чарт називався Top Tracks і був частиною Rock Albums Chart, який перестав існувати 1984. Тоді Top Tracks став частиною Album Radio Action. Він мав 60 позицій. У вересні 1984 чарт перейменували на Top Rock Tracks, а в квітні 1986 його знов перейменували на Album Rock Tracks. Першою піснею номер один на чарті була «I Can't Stand It» виконана Еріком Клептоном. Відпочатку чарт чартував всі пісні в жанрі рок. Але 10 вересня 1988 утворився новий чарт Modern Rock Tracks і Album Rock Tracks розколовся на дві частини: на Album Rock Tracks чартуються пісні в жанрі хард рок і хеві-метал, а пісні в стилі модерного, або альтернативного, року приймає чарт Modern Rock Tracks. Пісня «Billboard» виконана «Billboard» стала першою, яка посіла перші місця і на Album Rock Tracks, і на Modern Rock Tracks.
В 1996 чарт перейменувався на Mainstream Rock Tracks. У наш час[коли?] рекордсменом є пісня «Loser», виконана гуртом «3 Doors Down », яка у 2000-2001 провела в чарті 21 тиждень на першому місці.
Станом на 2022 рок чарт має назву Mainstream Rock Airplay.

## Пов'язані чарти
Спеціалізовані хіт-паради Active Rock та Heritage Rock було започатковано 1997 року. Показники популярності пісень на радіостанціях відповідних стилей враховувалися при створенні чарту Mainstream Rock. 2013 року обидва спеціалізовані чарти — Active Rock та Heritage Rock — було закрито, бо вони були дуже схожими один на одний, а кількість радіостанцій формату Heritage Rock стала занадто низькою.

## Найкращі досягнення
Найдовше на вершині хіт-параду трималися такі пісні:
21 тижнів
- «Loser», виконавець — 3 Doors Down (2000-01)

20 тижнів
- «It's Been Awhile[en]», виконавець — Staind[en] (2001)

17 тижнів
- «Higher[en]», виконавець — Creed (1999—2000)
- «When I'm Gone[en]», виконавець — 3 Doors Down (2002-03)

16 тижнів
- «Touch, Peel and Stand[en]», виконавець — Days of the New[en] (1997)

15 тижнів
- «Interstate Love Song[en]», виконавець — Stone Temple Pilots (1994)
- «Heavy[en]», виконавець — Collective Soul (1999)

14 тижнів
- «So Far Away[en]», виконавець — Staind[en] (2003)
- «Boulevard of Broken Dreams[en]», виконавець — Green Day (2005)
- «Fake It[en]», виконавець — Seether (2007-08)
- «Inside the Fire[en]», виконавець — Disturbed (2008)

13 тижнів
- «Start Me Up[en]», виконавець — The Rolling Stones (1981)
- «How You Remind Me[en]», виконавець — Nickelback (2001)
- «Figured You Out[en]», виконавець — Nickelback (2004)
- «Pain», виконавець — Three Days Grace (2006-07)

12 тижнів
- «Mysterious Ways», виконавець — U2 (1991—1992)
- «Like a Stone[en]», виконавець — Audioslave (2003)
- «Save Me[en]», виконавець — Shinedown (2005-06)
- «Dani California[en]», виконавець — Red Hot Chili Peppers (2006)

11 тижнів
- «Remedy[en]», виконавець — The Black Crowes[en] (1992)
- «Turn the Page», виконавець — Metallica (1999)
- «Fall to Pieces[en]», виконавець — Velvet Revolver (2004)
- «Break», виконавець — Three Days Grace (2009-10)

10 тижнів
- «Lightning Crashes[en]», виконавець — Live[en] (1995)
- «The Down Town[en]», виконавець — Days of the New[en] (1998)
- «Scar Tissue», виконавець — Red Hot Chili Peppers (1999)
- «Blurry[en]», виконавець — Puddle of Mudd[en] (2002)
- «Second Chance[en]», виконавець — Shinedown (2008-09)
- «Country Song[en]», виконавець — Seether (2011)